# Plaque d'immatriculation chypriote
 (août 2024).
Si vous disposez d'ouvrages ou d'articles de référence ou si vous connaissez des sites web de qualité traitant du thème abordé ici, merci de compléter l'article en donnant les références utiles à sa vérifiabilité et en les liant à la section « Notes et références ».

Plaque d'immatriculation chypriote actuelle.

La plaque d'immatriculation chypriote est un dispositif pour l'identification des véhicules chypriotes. Elle est composée de trois lettres et trois chiffres (ex  AAA 123). Les dimensions des plaques d'immatriculation chypriotes sont similaires à leurs homologues britanniques.
Actuellement, les caractères doivent être en noir. La plaque avant du véhicule est de fond blanc et la plaque arrière est jaune. Elles ont été rédigées dans le même type d'alphabet latin utilisé sur les plaques britanniques et sont faites en métal au lieu du plastique.
Les plaques d'immatriculation des véhicules de location sont en lettres noires sur fond rouge. Elles comportent la lettre Z de façon systématique.
Ces plaques spécifiques permettent aux Chypriotes d'identifier les véhicules de location généralement conduits par des touristes peu habitués à la conduite à gauche. Pour cette raison, les Chypriotes appellent les conducteurs de véhicules de location des Crazy Drivers.